# Tusshar Kapoor
Tusshar Ravi Kapoor (20 de noviembre de 1976) es un actor actor y cantante ocasional indio.

## Biografía
Nació en 1976, hijo del actor de Bollywood Jeetendra y Shobha Kapoor y hermano de Ekta Kapoor. Estudió en la Universidad de Míchigan y se graduó con un BBA (Bachelor of Business Administration - Bachiller en Administración de Negocios) de La Escuela de Comercio Stephen Ross, conocida por ser una de las mejores escuelas de comercio en el mundo.
Tusshar debutó con Mujhe Kucch Kehna Hai con la heroína Kareena Kapoor en el 2001. Los dos años siguientes siguió con una lista de fracasos en la taquilla, aunque fue notable su actuación junto a su padre a lo largo de la película adolescente de horror Kucch To Hai (2003). Fue reconocido por su papel como un niño tímido que gana la habilidad para ponerse invisible en Gayab (2004).
Él dio una actuación críticamente aclamada en Khakee (2004) en la cual tuvo un papel principal con la leyenda del cine Amitabh Bachchan. La película fue un éxito importante en la taquilla. Luego hizo su segundo mayor éxito de taquilla con la comedia Kyaa Kool Hai Hum (2005). En el 2006, tuvo un papel principal en la comedia de reparto multiestelar Golmaal como un hombre silencioso. Su actuación fue alabada por críticos y audiencias del mismo modo.
En el 2007, sus dos primeros lanzamientos Kya Love Story Hai y Good Boy, Bad Boy no recaudaron mucho. Su tercer lanzamiento fue en el reparto multiestelar Shootout at Lokhandwala, al que le fue bien en la taquilla y ganó aclamación por su actuación como el gánster de la vida real Dilip Buwa
Su posterior lanzamiento fílmico el mismo año, Aggar, fue un desastre. Otra vez tuvo el papel principal en una película de comedia con reparto multiestelar llamada Dhol y le fue moderadamente bien. A su primer lanzamiento del 2008, One Two Three, también le fue bien. Más tarde ese año, repitió su papel como un hombre silencioso en Golmaal Returns (2008) y Golmaal 3 (2010).

## Filmografía
| Año  | Película                 | Papel                     | Notas                                                                                                   |
| ---- | ------------------------ | ------------------------- | --- |
| 2001 | Mujhe Kucch Kehna Hai    | Karan                     | Ganador, Premio Filmfare al mejor debut masculino                                                       |
| 2002 | Kyaa Dil Ne Kahaa        | Rahul                     | |
| 2002 | Jeena Sirf Merre Liye    | Karan Malhotra            | |
| 2003 | Kucch To Hai             | Karan                     | |
| 2003 | Yeh Dil                  | Ravi                      | |
| 2004 | Khakee                   | Subinspector Ashwin Gupte | |
| 2004 | Gayab                    | Vishnu Prasad Singh       | |
| 2004 | Shart: The Challenge     | Satya                     | |
| 2005 | Insan                    | Avinash                   | |
| 2005 | Kyaa Kool Hai Hum        | Rahul                     | |
| 2006 | Golmaal                  | Lucky                     | |
| 2007 | Good Boy, Bad Boy        | Rajan Malhotra            | |
| 2007 | Kya Love Story Hai       | Arjun                     | |
| 2007 | Shootout at Lokhandwala  | Dilip Bhuwa               | |
| 2007 | Aggar                    | Aryan                     | |
| 2007 | Dhol                     | Sameer "Sam" Arya         | |
| 2008 | One Two Three            | Laxmi Narayan             | |
| 2008 | Om Shanti Om             | Él mismo                  | Aparición especial en la canción "Deewangi Deewangi"                                                    |
| 2008 | C Kkompany               | Akshay Kumar              | |
| 2008 | Halla Bol                | Él mismo                  | Aparición especial                                                                                      |
| 2008 | Sunday                   | Él mismo                  | Aparición especial en la canción "Manzar"                                                               |
| 2008 | Golmaal Returns          | Lucky                     | Nominado, Premio Filmfare al mejor actor de reparto Ganador, Premio Star Screen por el mejor comediante |
| 2009 | Life Partner             | Bhavesh                   | |
| 2010 | Golmaal 3                | Lucky                     | |
| 2011 | Shor in the City         | Tilak                     | |
| 2011 | Love U...Mr. Kalakaar!   | Sahil                     | |
| 2011 | Hum Tum Shabana          | Rishi Malhotra            | |
| 2011 | Run Bhola Run            | Bhola                     | |
| 2011 | The Dirty Picture        |                           | En producción                                                                                           |
| 2012 | Kyaa Super Kool Hai Hum  |                           | Filmando - Lanzamiento: 7 de abril de 2012                                                              |
| 2012 | Mujhe Kucchh Kehna Hai 2 |                           | |